# Nouria Benghabrit-Remaoun
Nuria Benghabrit-Remaoun (Ujda, 5 de março de 1952) é uma socióloga e pesquisadora argelina que serviu no governo da Argélia como Ministra da Educação Nacionalentre 5 de maio de 2014 a 31 de março de 2019.O seu rigor e firmeza na execução de suas decisões, sobretudo face aos sindicatos, valeram-lhe a alcunha de "Dama de Ferro".

## Origens e estudos
Nuria vem de uma família de origem andaluza da cidade de Tremecém.A família de seu esposo é de origem mourisca, cujo sobrenome Remaoun vem da arabização do nome espanhol Ramón.
Ela é filha do falecido Djilali Benghabrit, que morreu em 2007, e neta do irmão de Si Kaddour Benghabrit, fundador da Grande Mesquita de Paris.